# 23. National Hockey League All-Star Game
Das 23. National Hockey League All-Star Game wurde am 20. Januar 1970 in St. Louis, ausgetragen. Das Spiel fand in der St. Louis Arena, der Spielstätte des Gastgebers St. Louis Blues statt. Die Eastern Conference All-Stars schlugen die der Western Conference mit 4:1. Das Spiel sahen 16.587 Zuschauer. Es war das erste All-Star Game in einer Arena der Expansionsteams.

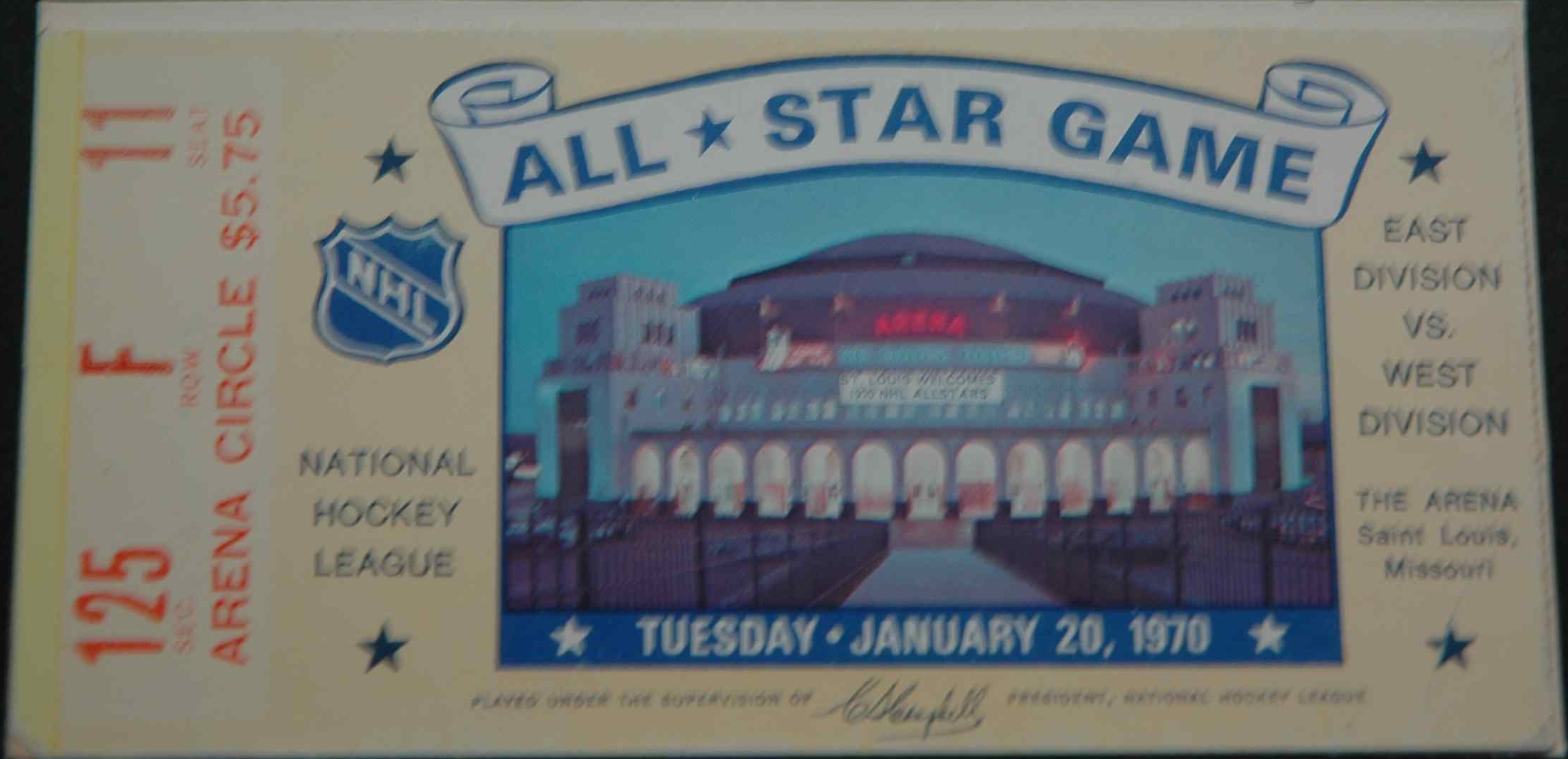
Eintrittskarte zum NHL All-Star Game 1970

## Mannschaften
| #           | Land   | Spieler            | Pos.               | Team                |
| Torhüter    |        |                    |                    |                     |
| 1           | Kanada | Eddie Giacomin     | Eddie Giacomin     | New York Rangers    |
| 30          | Kanada | Tony Esposito      | Tony Esposito      | Chicago Black Hawks |
| Verteidiger |        |                    |                    |                     |
| 2           | Kanada | Jacques Laperrière | Jacques Laperrière | Montréal Canadiens  |
| 3           | Kanada | Brad Park          | Brad Park          | New York Rangers    |
| 4           | Kanada | Bobby Orr          | Bobby Orr          | Boston Bruins       |
| 5           | Kanada | Carl Brewer        | Carl Brewer        | Detroit Red Wings   |
| 18          | Kanada | Serge Savard       | Serge Savard       | Montréal Canadiens  |
| Angreifer   |        |                    |                    |                     |
| 7           | Kanada | Phil Esposito      | C                  | Boston Bruins       |
| 8           | Kanada | Johnny Bucyk       | LW                 | Boston Bruins       |
| 9           | Kanada | Gordie Howe        | RW                 | Detroit Red Wings   |
| 10          | Kanada | Jean Ratelle       | C                  | New York Rangers    |
| 11          | Kanada | Walt Tkaczuk       | C                  | New York Rangers    |
| 12          | Kanada | Ron Ellis          | RW                 | Toronto Maple Leafs |
| 14          | Kanada | Dave Keon          | C                  | Toronto Maple Leafs |
| 15          | Kanada | Jacques Lemaire    | C                  | Montréal Canadiens  |
| 16          | Kanada | Bobby Hull         | LW                 | Chicago Black Hawks |
| 17          | Kanada | Rod Gilbert        | RW                 | New York Rangers    |
| 21          | Kanada | John McKenzie      | RW                 | Boston Bruins       |
| 27          | Kanada | Frank Mahovlich    | LW                 | Detroit Red Wings   |

| #           | Land   | Spieler             | Pos.           | Team                  |
| Torhüter    |        |                     |                |                       |
| 29          | Kanada | Bernie Parent       | Bernie Parent  | Philadelphia Flyers   |
| 30          | Kanada | Jacques Plante      | Jacques Plante | St. Louis Blues       |
| Verteidiger |        |                     |                |                       |
| 2           | Kanada | Bill White          | Bill White     | Los Angeles Kings     |
| 4           | Kanada | Carol Vadnais       | Carol Vadnais  | Oakland Seals         |
| 5           | Kanada | Bob Woytowich       | Bob Woytowich  | Pittsburgh Penguins   |
| 6           | Kanada | Harry Howell        | Harry Howell   | Oakland Seals         |
| 8           | Kanada | Barclay Plager      | Barclay Plager | St. Louis Blues       |
| Angreifer   |        |                     |                |                       |
| 7           | Kanada | Red Berenson        | C              | St. Louis Blues       |
| 9           | Kanada | Frank St. Marseille | RW             | St. Louis Blues       |
| 10          | Kanada | Bobby Clarke        | C              | Philadelphia Flyers   |
| 11          | Kanada | Jean-Paul Parisé    | LW             | Minnesota North Stars |
| 12          | Kanada | Dean Prentice       | LW             | Pittsburgh Penguins   |
| 14          | Kanada | Jim Roberts         | RW             | St. Louis Blues       |
| 15          | Kanada | Danny O’Shea        | C              | Minnesota North Stars |
| 16          | Kanada | Claude Larose       | RW             | Minnesota North Stars |
| 17          | Kanada | Gary Sabourin       | RW             | St. Louis Blues       |
| 20          | Kanada | Ab McDonald         | LW             | St. Louis Blues       |
| 21          | Kanada | Bill Goldsworthy    | RW             | Minnesota North Stars |
| 22          | Kanada | Danny Grant         | LW             | Minnesota North Stars |

## Spielverlauf

### Eastern All-Stars 4 – 1 Western All-Stars
All Star Game MVP: Bobby Hull (1 Tor, 1 Assist)
| Team       | Zeit  | Stand | Torschütze         | Vorlagengeber | Vorlagengeber   |
| 1. Drittel |       |       |                    |               |                 |
| Eastern    | 0:20  | 1–0   | Jacques Laperrière |               |                 |
| Western    | 0:37  | 1–1   | Dean Prentice      | Red Berenson  | Bob Woytowich   |
| Eastern    | 7:20  | 2–1   | Gordie Howe        | Bobby Hull    | Jacques Lemaire |
| 2. Drittel |       |       |                    |               |                 |
| Eastern    | 23:26 | 3–1   | Bobby Hull         | Carl Brewer   |                 |
| Eastern    | 29:37 | 4–1   | Walt Tkaczuk       | John McKenzie | Johnny Bucyk    |

Schiedsrichter: Art Skov

Linienrichter: Claude Béchard, Matt Pavelich

Zuschauer: 16.587